# Submarine Bells
Submarine Bells  es el segundo álbum de estudio de la banda neozelandesa de rock: The Chills, finalmente publicado en 1990, Su productor fue el productor musical estadounidense Gary Smith. 
Este álbum del grupo es considerado como uno de los pioneros y más importantes del género Dunedin Sound.
A pesar de que su tercer álbum "Soft Bomb" fue el que dio a conocer al grupo mundialmente, Submarine Bells fue el álbum que los dio a conocer al grupo en Nueva Zelanda e hizo que el grupo se conociera en Europa y en Estados Unidos.
El sencillo "Heavenly Pop Hit" llegó a muchas posiciones, siendo el único sencillo de The Chills en llegar a las listas del Recorded Music NZ, UK Singles Chart, Alternative Songs, y también llegando a varias listas en Australia, llegando a las posiciones: 2, 118, 97 y 17.

## Sonido y Resumen
El álbum tiene una composición en la cual Submarine Bells es el álbum donde se enfoca más el rock del grupo, Podemos escuchar distintos estilos como el folk rock, punk rock, rock alternativo y es uno de los pocos álbumes de The Chills donde no se utiliza el piano rock.
El crítico Scott Miller mencionó que el sencillo "Heavenly Pop Hit" es considerado un himno del Dunedin Sound.

## Lista de Canciones
Todas las canciones escritas y compuestas por Martin Phillipps. 
| Submarine Bells |                               |          |  |
| N.º             | Título                        | Duración |  |
| 1.              | «Heavenly Pop Hit»            | 3:28     |  |
| 2.              | «Tied Up in Chain»            | 3:16     |  |
| 3.              | «The Oncoming Day»            | 3:06     |  |
| 4.              | «Part Past Part Fiction»      | 2:56     |  |
| 5.              | «Singing in My Sleep»         | 2:40     |  |
| 6.              | «I SOAR»                      | 3:05     |  |
| 7.              | «Dead Web»                    | 2:16     |  |
| 8.              | «Familiarity Breeds Contempt» | 3:21     |  |
| 9.              | «Don't Be - Memory»           | 4:46     |  |
| 10.             | «Effloresce and Deliquesce»   | 2:45     |  |
| 11.             | «Sweet Times»                 | 0:42     |  |
| 12.             | «Submarine Bells»             | 3:41     |  |
| 35:52           |                               |          |  |